# Löjtnant Galenpanna
Löjtnant Galenpanna är en svensk dramafilm från 1917 i regi av Georg af Klercker. 

## Om filmen
Filmen premiärvisades den 8 december 1917 på biograf Victoria i Göteborg. Den spelades in vid Hasselbladateljén i Otterhällan med exteriörer från Renströmska badanstalten av Sven Pettersson, Carl Gustaf Florin och Gustav A. Gustafson. Den är den första filmen av tre om karaktären löjtnant Galenpanna.

## Rollista
- Elis Ellis – löjtnant Juncker
- Frans Oscar Öberg – professor Loris
- Tekla Sjöblom – professorns hushållerska
- Agda Helin – Ina Floor, professorns systerdotter
- Karin Alexandersson – professorns faster
- Jean Claesson – professor Clasik
- Gabriel Alw – Junckers kumpan
- Sture Baude – Junckers kumpan
- Lilly Cronwin – blomsterhandlerskan
- Helge Kihlberg – fasterns granne
- John Botvid – gymnastiserande herre